# Kraken (спецпідрозділ)
Підрозділ активних дій «Kraken» — окремий розвідувально-диверсійний підрозділ Головного управління розвідки Міністерства оборони України.

## Історія
З офіційних джерел Головного Управління Розвідки підрозділ Kraken почав формуватися за 1,5 тижня до 24 лютого 2022 року Костянтином Немічевим та Сергієм Величком. Сам же підрозділ сформувався ветеранами полку «Азов», ультрасами та добровольцями 24 лютого 2022 року у Харкові. Підрозділ складається із п'яти батальйонів та має чисельність полку.
Підрозділ названий на честь Кракена — міфічного гігантського чудовиська, що несе смерть ворогам.

## Бойовий шлях
Оборона Харкова 2022
24 лютого 2022 року перші добровольці зайняли позиції на околицях міста, тим самим утворивши оборонну півсферу навколо Харкова.
27 лютого, під час прориву ворожих ДРГ до міста, бійці підрозділу прийняли бій на вулицях Харкова, зокрема біля школи № 134.
7 березня бійці підрозділу відбили спробу штурму Харкова кадирівцями біля кафе «Роза вітрів».
25 березня підрозділ провів свою першу велику штурмову операцію, в ході якої було звільнено населений пункт Вільхівка на сході від Харкова, а також розблоковано важливий логістичний шлях, що пролягав трасою Харків-Чугуїв.
29 квітня, на півночі від Харкова, силами підрозділу було звільнено населений пункт Руська Лозова.
10 травня силами підрозділу було звільнено селище Питомник, що унеможливило обстріли Харкова зі ствольної артилерії.
В липні підрозділ висунувся виконувати бойові завдання на Луганщину, де здійснив штурмовий наліт на Білогорівку та зірвав ворожий наступ.
Харківський контрнаступ
6 вересня 2022, о 5:00, Сили Оборони України розпочали наступальні дії майже по всій лінії фронту на Харківщині. Ввечорі того ж дня спецпідрозділ KRAKEN зайняв селище Вербівка.
8 вересня штурмові групи підрозділу увійшли в місто Балаклія. В наступні кілька днів підрозділом було звільнено Бородоярське, Морозівку, Савинці та Довгалівку.
16 вересня KRAKEN звільнив правий берег міста Куп'янськ, тим самим утворивши плацдарм для подальшого просування української армії.
В наступні кілька днів підрозділом було звільнено ще кілька населених пунктів Куп'янського району: Куп'янськ-Вузловий, Подоли, Ківшарівку, Новоосинове, Глушківку, Колісниківку, Кислівку, Котлярівку та Новоселівське Луганської області.
Бої за Бахмут та Соледар
З грудня 2022 по лютий 2023 підрозділ брав участь у боях на Соледарському напрямку. В результаті однієї з операцій, спеціальна штурмова рота нашого підрозділу при підтримці артилерії знищила передовий пункт управління противника.
З березня по серпень 2023 підрозділ виконував завдання на Бахмутському напрямку. Зокрема, брав участь у боях за «GARDEN CENTER».
З жовтня по листопад 2023 спецпідрозділ KRAKEN виконував завдання по стабілізації фронту на Куп‘янському напрямку в районі населенного пункту Ягідне, з метою недопущення прориву сил противника та подальшого його просування до міста Куп'янськ. Під час операції було знищено значну кількість живої сили та техніки противника.
Часів Яр і оборона Харкова 2024
З квітня по травень 2024 підрозділ брав участь в обороні Часового Яру, а саме східного району «Новий».
З 10 травня 2024 підрозділ здійснює стабілізаційні заходи з недопущення прориву противника до населеного пункту Липці, та подальшим виходом на околиці Харкова.

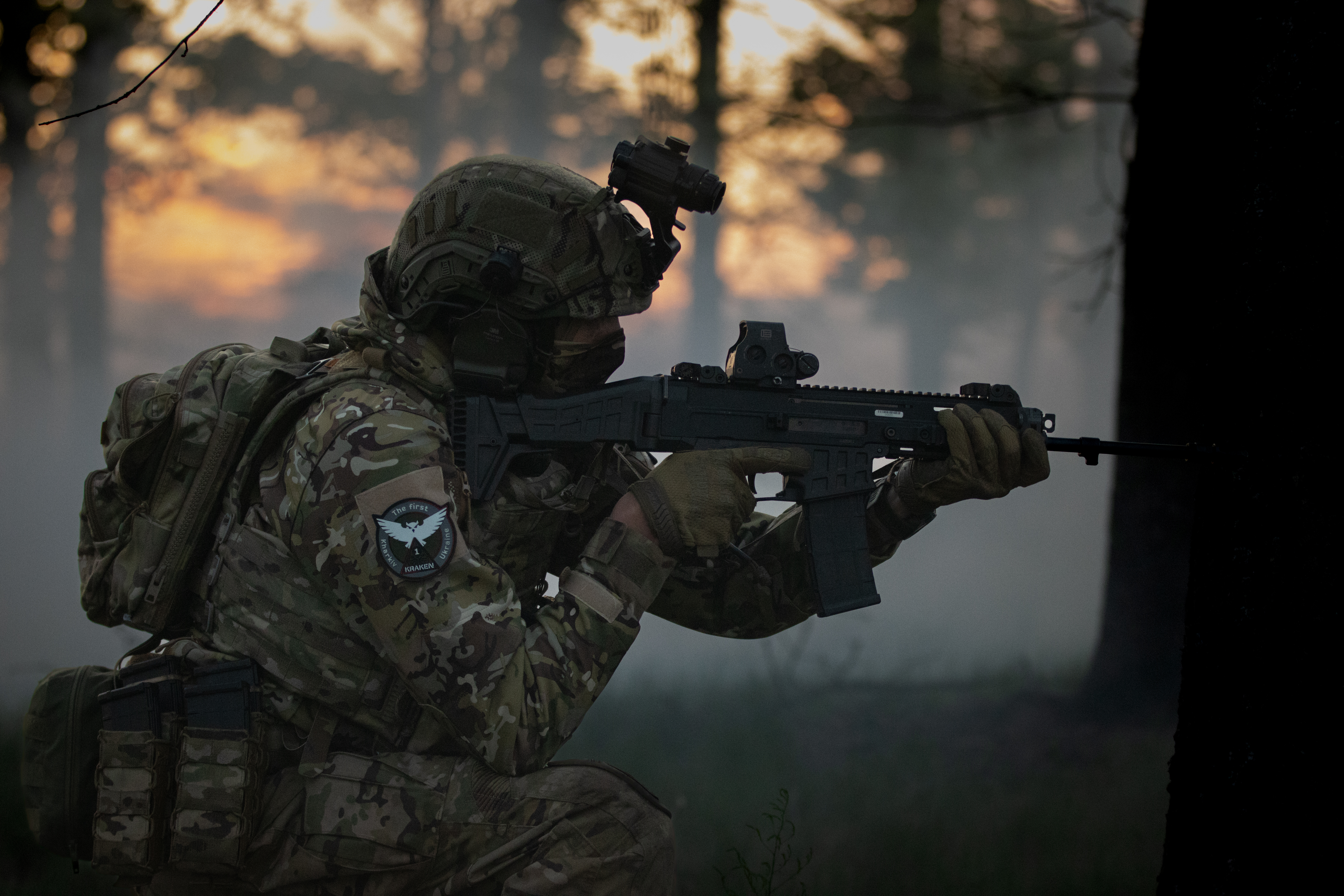

На думку керівника ГУР Кирила Буданова, «Kraken» є «одним із найбільш боєздатних підрозділів» в Україні.

## Оснащення
- Alvis 4[8]
- Roshel Senator[3]
- Урал-63704-0010 Торнадо-У[9]
- LOCKER /
- AGEMA[10] (Роботизована система)

## Втрати

### 2022
1. 25 березня 2022 — Красовський Юрій Валерійович («Артек»). Загинув у боях за визволення селища Вільхівка.[11]
2. 25 березня 2022 — Дорошенко Володимир Сергійович («Кофе»). Загинув у боях за визволення селища Вільхівка.[11]
3. 25 березня 2022 — Пахомов Ігор Сергійович («Сімейний»). Загинув у боях за визволення селища Вільхівка.[11]
4. 25 березня 2022 — Іванов Богдан Сергійович («Бодя»). Загинув у боях за визволення селища Вільхівка.[11]
5. 25 березня 2022 — Стрібний Сергій Олександрович («Ікси»). Загинув у боях за визволення селища Вільхівка.[11]
6. 25 березня 2022 — Парака Богдан Миколайович («Полтава»). Загинув у боях за визволення селища Вільхівка.[11]
7. 22 квітня 2022 — Киричок Дмитро Олексійович («Кіря»). Загинув під час операції зі звільнення Руської Лозової та Питомника.[12]
8. 22 квітня 2022 — Ярешко Михайло Русланович («Міха»). Загинув під час операції зі звільнення Руської Лозової та Питомника.[12]
9. 22 квітня 2022 — Пільник Євгеній Володимирович («Форд»). Загинув під час операції зі звільнення Руської Лозової та Питомника.[12]
10. 22 квітня 2022 — Логунов Анатолій Євгенович («Хірург»). Загинув під час операції зі звільнення Руської Лозової та Питомника.[12]
11. 28 квітня 2022 — Яцун Валентин Владиславович («Валя»). Загинув під час операції зі звільнення Руської Лозової та Питомника.[12]
12. 30 квітня 2022 — Полтавцев Юрій Михайлович («Полтава»). Загинув під час операції зі звільнення Руської Лозової та Питомника.[12]
13. 5 травня 2022 — Філоненко Сергій Сергійович («Філ»). Загинув під час операції зі звільнення Руської Лозової та Питомника.[12]
14. 23 червня 2022 — Мухін Віталій Анатолійович («Гвоздь»). 7 травня 1982. Загинув в селі Дементіївка Дергачівського району Харківської області.[13]
15. 23 червня 2022 — Сапаленко Олег Сергійович («Ювелір»). 23 вересня 1993, м. Харків. Загинув в Харківській області.[14][15]
16. 7 вересня 2022 — Колчев Ігор Олександрович («Малімон»). Загинув під час боїв за звільнення Балаклії та Куп'янська.[16]
17. 7 вересня 2022 — Авілов Андрій Костянтинович («Паломнік»). Загинув під час боїв за звільнення Балаклії та Куп'янська.[16]
18. 7 вересня 2022 — Сіньков Віталій Юрійович («Діп»). Загинув під час боїв за звільнення Балаклії та Куп'янська.[16]
19. 10 вересня 2022 — Митринюк Владислав Васильович («Фотік»). Загинув під час боїв за звільнення Балаклії та Куп'янська.[16]
20. 11 вересня 2022 — Мурзенко Ігор Олександрович («Грек»). Загинув під час боїв за звільнення Балаклії та Куп'янська.[16]
21. 11 вересня 2022 — Лучко Іван Олексійович («Буль»). Загинув під час боїв за звільнення Балаклії та Куп'янська.[16]
22. 11 вересня 2022 — Кучук Ігор Олегович («Хмурий»). Загинув під час боїв за звільнення Балаклії та Куп'янська.[16]
23. 13 вересня 2022 — Галецький Володимир Геннадійович («Варшава»). Загинув під час боїв за звільнення Балаклії та Куп'янська.[16]
24. 15 вересня 2022 — Бодякін Сергій Семенович («Тяж»). Загинув під час боїв за звільнення Балаклії та Куп'янська.[16]
25. 29 вересня 2022 — Крамаренко Руслан Миколайович («Ізюм»). 54 роки, м. Ізюм. Загинув в селищі Ківшарівка.[17]
26. 11 жовтня 2022 — Горяйнов Максим («Міллер»). Загинув в бою біля села Табаївка Харківської області.[18]
27. 11 жовтня 2022 — Галкін Станіслав («Каха»). Загинув в бою за Харківщину.[19]

### 2023
- 14 січня 2023 — Баєв Кирило («Баян»). Загинув під Бахмутом.[20]
- 21 січня 2023 — Григор'єв Григорій Григорович. Загинув під Бахмутом.[21]
- 21 січня 2023 — Заколодний Олександр Володимирович («Скеля»). Загинув під Бахмутом. Герой України (посмертно).[21]
- 23 січня 2023 — Басмов Руслан («Бас»). 18.07.2003. Загинув під Бахмутом.[22]
- 30 січня 2023 — Носач Олег («Katana»). Загинув під час виконання бойового завдання біля села Благодатне на Донеччині.[23]
- 24 липня 2023 — Козирев Роман Андрійович («Горобець»). 30 років, Шпанів. Загинув біля селища Кліщіївка.[24]
- 10 жовтня 2023 — Чупрун Тарас Петрович («Тор»). 27.03.1988.[25]
- 11 жовтня 2023 — Оз Марк Миколайович. 1.01.1998, с. Петримани. Загинув у с. Іванівка Чугуївського району Харківської області.[26]
- 11 жовтня 2023 — Мазуренко Михайло («Музика»). 19 вересня 1996, м. Кривий Ріг. Молодший сержант, Герой України (посмертно).[27][28][29]
- 17 жовтня 2023 — Олійник Віталій Володимирович («Механік»). 19.03.1982. 4-та штурмова рота «Спрут».[30]
- 18 жовтня 2023 — Панарін Сергій. 43 роки, м. Мерефа. Загинув на Харківщині.[31]

### 2024
- 16 січня 2024 — Лехуш Ігор («Брат»), 22.03.2002, м. Стебник. Загинув під час російського обстрілу.[32]
- 12 березня 2024 — Стоянов Владислав Степанович («Каспер»), 20.12.1991, м. Роздільна Одеської області. Молодший сержант. Загинув під час виконання бойового завдання.[33]
- 14 березня 2024 — Захаров Андрій Олексійович («Чака»). 21.06.2000.[34][35]
- 17 березня 2024 — Міщенко Ігор («Рудий»). 27 років, м. Харків. Загинув поблизу села Лукашівка Охтирського району Сумщини.[36]
- 6 травня 2024 — Рябчук Віктор («П'ятий»), 46 років, головний сержант. Загинув на Харківщині[37].
- 10 травня 2024 — Погорілов Данило («Floki»), 23 роки [38]
- 29 травня 2024 — Шевченко Дмитро Станіславович («Шева NLAW»). Загинув в районі Часового Яру.[39]
- 28 серпня 2024 — Сенчук Степан Васильович («Наполеон»).[40]
- 3 вересня 2024 — Стоянов Ігор Степанович («Майстер»), 23.10.1995, м. Роздільна Одеської області. Старший солдат. Загинув під час артобстрілу міста Харків[41]